# Arif Gaziyev
Arif Gaziyev (en azéri : Arif Şamil oğlu Qazıyev; né le 1er février 1937 à Erevan, en Arménie et mort le 3 septembre 2021 à Bakou, en Azerbaïdjan) est un peintre et sculpteur. Artiste du peuple d'Azerbaïdjan (2018).

## Biographie
Arif  Chamil oghlu Gaziev est le fils du sculpteur. Il est diplômé de l'École d'art de Bakou du nom de Azim Azimzade (aujourd'hui Académie d’art, 1958) et de l'Institut d’art V. Surikov de Moscou (1965). Quelque temps après avoir terminé ses études, il commence à travailler comme professeur à l’Université des Arts de Bakou.

## La créativité
Arif Gaziev est l'auteur des œuvres Babek ,  Buste de Huseyn Djavid  (maison-musée de H. Djavid au Nakhitchevan),  Guirat nous attend,  Aigles du Caucase, Horreur, Froid, Deux Boomerangs créés dans divers genres et thèmes. Depuis 1957, il participe à des expositions républicaines, pan-syndicales et internationales. Ses œuvres se trouvent dans de divers musées ( Fille de Bakou , Mohammed Nasireddin Tusi - Musée d'art d'État d'Azerbaïdjan du nom de R. Mustafayev, Beauté des champs - Musée de l'Est à Moscou), ainsi que dans des musées privés et des collections aux États-Unis, en Allemagne, en Autriche et en Turquie.